# Schwäbisch Hall Kreditservice
Die Schwäbisch Hall Kreditservice GmbH ist ein Finanzdienstleister im Kredit-, Bauspar- und Förderkreditgeschäft mit etwa 9 Millionen Verträgen und rund 2.000 Mitarbeitern. Auftraggeber sind die Bausparkasse Schwäbisch Hall und die DZ Bank.
Die Schwäbisch Hall Kreditservice GmbH ist eine hundertprozentige Tochtergesellschaft der Bausparkasse Schwäbisch Hall AG.

## Geschichte
Im Jahr 2000 führten die Bausparkasse Schwäbisch Hall und die Deutsche Genossenschafts-Hypothekenbank (DG HYP) ihre IT- und Processingabteilungen zusammen und gründeten die Schwäbisch Hall Kreditservice als Gemeinschaftsunternehmen.
Seit dem 1. Januar 2006 ist die Hypotheken Management GmbH ein 100%iges Tochterunternehmen der Schwäbisch Hall Kreditservice. Hypotheken-Management ist ein Processing- und Consulting-Dienstleister für Banken, Bausparkassen, Versicherungen außerhalb der genossenschaftlichen FinanzGruppe. Die VR Kreditservice GmbH beschäftigt sich mit Processing und Beratung speziell von Genossenschaftsbanken bei der Prozessoptimierung.
Bis zum 31. März 2012 firmierte die Schwäbisch Hall Kreditservice unter dem Namen VR Kreditwerk AG. Die Umbenennung und das neue Erscheinungsbild sollen die Zusammengehörigkeit in der Schwäbisch Hall-Gruppe unterstreichen.
Das Unternehmen hat neben seinem Sitz Schwäbisch Hall Standorte in Hannover, Frankfurt am Main, Stuttgart  und München.

## VR Kreditservice
Das Unternehmen hat zudem die 100-prozentige Tochtergesellschaft VR Kreditservice GmbH (Eigenschreibweise VR KreditService) mit Sitz in Hamburg.
Diese bietet Dienstleistungen und Lösungen für Genossenschaftsbanken an. Einzigartig ist die Softwarelösung „Baufi FastLane“, die eine automatisierte Kreditentscheidung und -bearbeitung von privaten Baufinanzierungen ermöglicht.
Deutschlandweit wird Baufi FastLane in zahlreichen VR-Banken, PSD-Banken und Sparda-Banken seit vielen Jahren erfolgreich eingesetzt. Die Bereitstellung von Baufi FastLane erfolgt in enger Kooperation mit der Fiducia & GAD IT.